# Laura Evangelista Alvarado Cardozo
Blahoslavená Laura Evangelista Alvarado Cardozo, řeholním jménem María od svatého Josefa (25. dubna 1875, Choroní – 2. dubna 1967, Maracay) byla venezuelská římskokatolická řeholnice a zakladatelka kongregace Sester augustiniánek rekoletek od Nejsvětějšího Srdce Ježíšova. Katolická církev ji uctívá jako blahoslavenou.

## Život
Narodila se 25. dubna 1875 na pobřeží Choroní patřící pod obec Girardot jako nejstarší ze čtyř dětí Clementa Alvarado a Margarity Cardozo. Pokřtěna byla 13. října 1875 otcem Jose Mariou Yepezem a jejími kmotry byli Manuel González a Dolores Bravo Sofia Cardozo, která byla její sestřenicí. Roku 1877 přijala svátost biřmování.
Začala studovat ve své rodné obci a poté se se svou rodinou přestěhovala do Maracay, kde pokračovala ve studiích. Dne 8. prosince 1888 získala První svaté přijímání. Když jí bylo asi 17 let rozhodla se pro zasvěcený život. S touto skutečností se svěřila svému zpovědníkovy otci Justu Vicentu López Aveledovi. Dne 8. prosince 1892 složila slib věčného panenství.
Roku 1893 učinila rozhodnutí "stát se skutečným světcem". Poté spolu s otcem Justem založili sdružení dobrovolnic pečující o nemocné. Dne 3. listopadu 1893 započala její a služba dalších žen v nemocnici San José v Maracay. Dne 11. února 1901 získala povolení založit novou řeholní kongregaci, která se právě bude věnovat péči o nemocné, chudé a potřebné. Dne 22. května 1902 byli sestry arcibiskupem Críspulem Uzcátegui vyzvání ke složení slibů a přijetí hábitu. Se složením slibů přijala jméno María od svatého Josefa. Nová kongregace se nazývala Nemocniční sestry sv. Augustina. María se stala představenou této kongregace.
Matka María cestovala po Venezuele a zakládala více než 35 domů pro chudé a potřebné. Jako první dům byl roku 1905 otevřen sirotčinec, o kterém vždy snila. Dne 17. ledna 1927 získala kongregace diecézní schválení. Dne 10. května 1950 bylo shromáždění na žádost matky Maríi zařazeno pod Řád augustiniánů rekoletů. Dne 15. listopadu 1952 byla kongregace schválena Svatým stolcem a přijali jméno Sestry augustiniánky rekoletky od Nejsvětějšího Srdce Ježíšova.
Roku 1960 se vzdala své funkce generální představené a v Maracay dožila svůj život. Onemocněla trombózou a nakonec později 2. dubna 1967 zemřela.

## Proces blahořečení
Její proces blahořečení byl zahájen 10. června 1983 v diecézi Maracay. Dne 7. března 1992 uznal papež sv. Jan Pavel II. její hrdinské ctnosti.
Dne 23. prosince 1993 uznal papež zázrak uzdravení na její přímluvu. Blahořečena byla 17. května 1995.